# ليا رودس
ليا رودس (بالإنجليزية: Leah Rhodes)‏ هي مصممة أزياء تقليدية أمريكية، ولدت في 21 يوليو 1902 في بورت أرثر في الولايات المتحدة، وتوفيت في 17 أكتوبر 1986 في بوينت بليزانت في الولايات المتحدة.

## وصلات خارجية
- ليا رودس على موقع IMDb (الإنجليزية)
- ليا رودس على موقع قاعدة بيانات الفيلم (الإنجليزية)